# Jakub Wróbel
Jakub Wróbel (ur. 30 lipca 1993(dts) w Dąbrowie Tarnowskiej) – polski piłkarz występujący na pozycji napastnika.
Wychowanek Unii Tarnów. W ekstraklasie debiutował w 2015, w barwach KS Niecieczy. W styczniu 2020 podpisał 2-letni kontrakt z ŁKS-em Łódź - zadebiutował w spotkaniu z Wisłą Płock. W przeszłości był m.in. zawodnikiem Garbarni Kraków oraz Siarki Tarnobrzeg.